# Dispersió biològica

Dispersió de les llavors de dent de lleó per mitjà del vent.

La dispersió biològica es refereix al desplaçament d'una espècie des d'una població o d'un organisme. A través del simple trasllat d'un hàbitat a un altre, la dispersió d'un individu té conseqüències no només en la seva condició física, sinó també en la dinàmica i genètica de poblacions, i en la distribució d'espècies. La comprensió de la dispersió i les seves conseqüències tant per a les estratègies evolutives a nivell d'espècie, com per als processos a nivell d'ecosistema, requereix la comprensió del tipus, la distribució i els mecanismes implicats en la dispersió d'una determinada espècie.
La dispersió biològica pot ser contrastada amb la geodispersió, que és la barreja de poblacions (o del biota complet) prèviament aïllades, després de l'erosió de barreres geogràfiques per la dispersió o el flux gènic.

## Tipus de dispersió

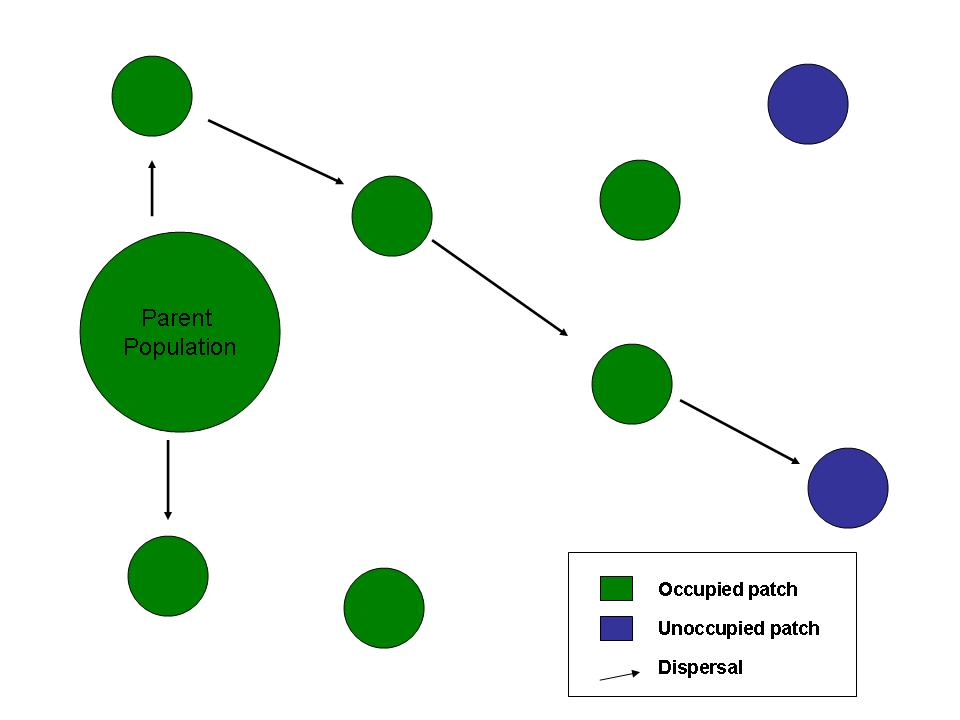
Dispersió de la població parental

En algun moment de la seva vida, un organisme, ja sigui animal o vegetal, es trasllada o és traslladat, de manera que ell o els seus fills no moren exactament on van néixer. Aquest trasllat es coneix com a dispersió. Alguns organismes es mouen durant tota la seva vida, però altres s'adapten a moure's o ser desplaçats en determinades fases limitades dels seus cicles de vida. Això es coneix comunament com fase de dispersió del cicle de vida. Les estratègies de tot el cicle de vida dels organismes sovint es basen en la naturalesa i les circumstàncies de les seves fases de dispersió.
En general hi ha dos tipus bàsics de dispersió:
Dispersió independent de la densitatEls organismes han desenvolupat adaptacions per la dispersió que aprofiten diverses formes d'energia cinètica que tenen lloc de manera natural a l'entorn. Això es coneix com a dispersió independent o passiva de la densitat i opera en molts grups d'organismes (alguns invertebratss, peixos, insectess i organismes sèssils, com per exemples les plantes) que depenen de vectors de dispersió animal, el vent, la gravetat o el corrent per la seva dispersió.
Dispersió dependent de la densitatLa dispersió dependent o activa de la densitat depèn en gran manera, en el cas de molts animals, de factors com la mida de la població local, la competició pels recursos, i la qualitat i la mida de l'hàbitat. A causa de la densitat de població, la dispersió pot posar en relleu la pressió sobre els recursos d'un ecosistema, i la competició per aquests pot ser un factor en la selecció de mecanismes de dispersió.
La dispersió d'organismes és un procés crític alhora d'entendre tant l'aïllament geogràfic en l'evolució a través del flux gènic, com dels patrons generals de distribució geogràfica actuals (biogeografia).

## Àmbit de dispersió
L'àmbit de dispersió és la distància que recorre una espècie. Un ecosistema depèn críticament de la capacitat dels individus i poblacions per traslladar-se d'un hàbitat a un altre. Per tant, la dispersió biològica és crítica per l'estabilitat dels ecosistemes.

### Limitacions ambientals
Algunes espècies no es mouen o es distribueixen aleatòriament dins o a través d'una regió. En general, les espècies varien significativament a través del paisatge en relació amb les característiques ambientals, que influeixen en el seu èxit reproductiu i la persistència de la població. Els patrons espacials de les característiques de l'entorn (per exemple, els recursos), permeten als individus fugir de condicions desfavorables i cercar nous llocs per viure. Això permet als organismes "provar" nous entorns per la seva sostenibilitat, sempre que es trobin dins de l'àrea de distribució geogràfica de l'animal. A més, l'habilitat d'una espècie per dispersar-se sobre un entorn gradualment canviant, podria permetre a una població sobreviure a condicions extremes, com un canvi climàtic.

### Barreres de dispersió
Una barrera de dispersió vol dir que el rang de dispersió d'una espècie és molt més petit que la distribució de l'espècie. Un exemple artificial és la fragmentació de l'hàbitat a causa de l'ús dels humans del sòl. Les barreres naturals de dispersió que limiten la distribució d'una espècie poden ser serralades o rius. Un exemple pràctic, és la separació que es dona entre dues espècies de ximpanzé, que es troben a banda i banda del riu Congo.
D'altra banda, les activitats humanes també poden augmentar el rang de dispersió d'una espècie proporcionant-li noves formes de dispersió. És el cas d'espècies que han estat introduïdes per l'home en hàbitats on tradicionalment no hi vivien.

## Mecanismes de dispersió
La major part d'animals són capaços de desplaçar-se, el qual representa el seu mecanisme bàsic de dispersió, i els permet traslladar-se a nous entorns. Aquests moviments són generalment guiats per comportaments heretats.
La formació de barreres a la dispersió o el flux gènic entre zones adjacents, pot aïllar poblacions a cada banda de la divisió emergent. La separació geogràfica i el consegüent aïllament genètic de parts d'una població ancestral, poden donar lloc a l'especiació d'alguns individus.

### Mecanismes de dispersió vegetals

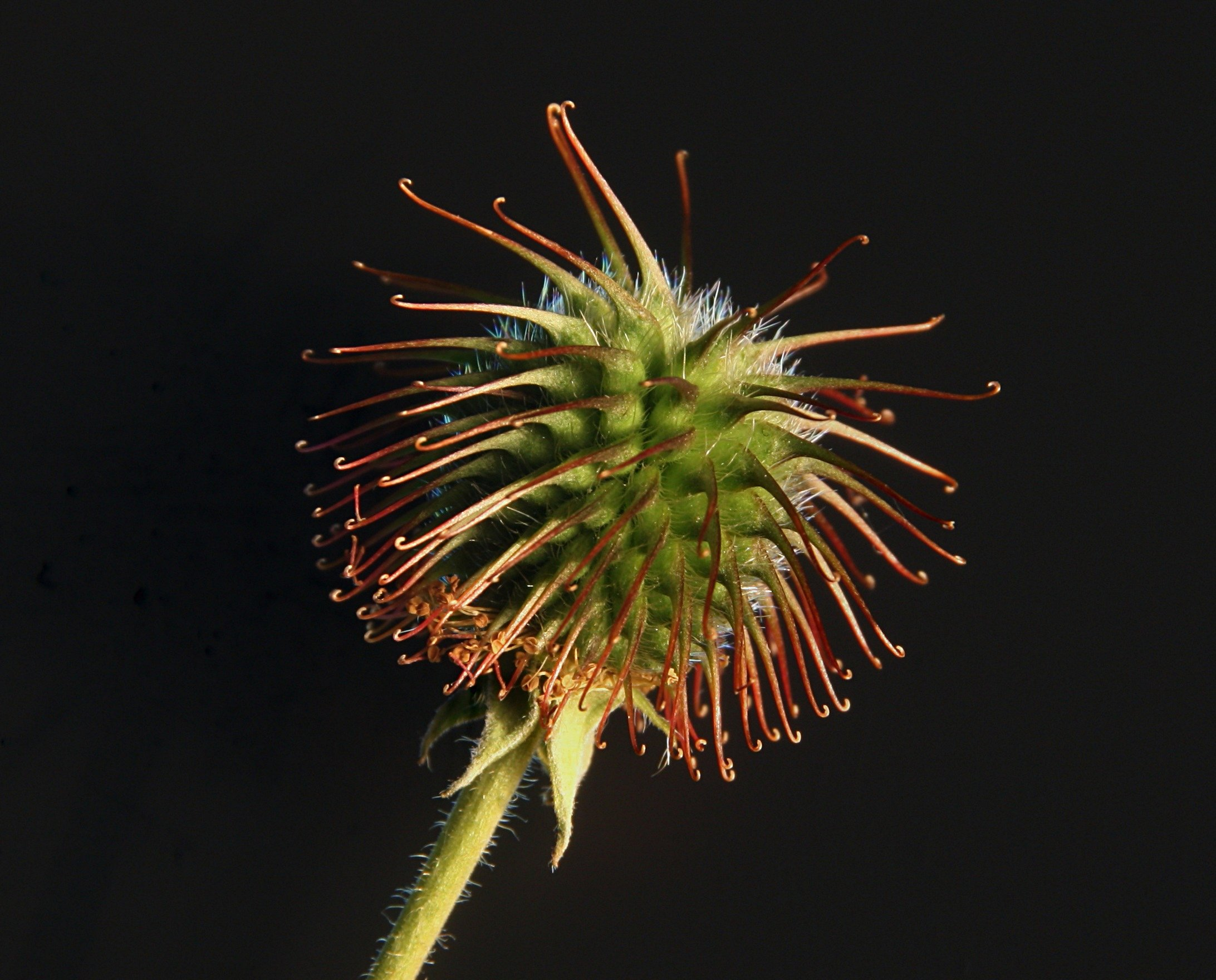
Les beines espinoses són un exemple de mecanisme de dispersió de llavors, que fan servir un vector biòtic, en aquest cas el pelatge dels animals.

La dispersió de les llavors és el moviment o transport llavors lluny de la planta mare. Les plantes tenen una mobilitat limitada i, per tant, es basen en una sèrie de vectors de dispersió, tant abiòtics com biòtics, per transportar els seus propàguls. Les llavors es poden dispersar lluny de la planta de forma individual o col·lectiva, així com en l'espai i els temps. Els seus patrons de dispersió són determinats en bona part pels mecanismes de dispersió, els quals tenen importants implicacions per l'estructura demogràfica i genètica de les poblacions de plantes, així com en els patrons de migració i les interaccions entre espècies. Existeixen 5 mètodes principals de dispersió de llavors: la gravetat, el vent, la balística, l'aigua i els animals.

### Mecanismes de dispersió dels animals
Els mecanismes de dispersió dels animals es poden classificar, a grans trets, en tres tipus:
- dispersió a través d'un corredor geogràfic de condicions ambientals relativament homogènies i semblants a les que imperen en les regions d'origen i destinació, cosa que permet el pas els animals de molts tipus diferents (per exemple, Beríngia durant l'últim període glacial);
- dispersió a través d'un filtre, és a dir, una regió en les quals les condicions ambientals són prou diferents per permetre el pas d'alguns animals, però no d'altres (per exemple, la península Aràbiga, que barra el pas a les espècies aquàtiques o forestals, o les cadenes d'illes); i
- dispersió erràtica, en la qual els mecanismes predominants són els aleatoris (per exemple, el transport d'animals o els seus ous per fenòmens naturals, el seu transport accidental per altres espècies d'animals o la dispersió activa dels animals voladors).

#### Animals sense mobilitat pròpia
Hi ha nombroses formes animals que no tenen mobilitat, entre les quals es troben les esponges de mar, els briozous, els urocordats, les anemones de mar, els coralls i les ostres. En comú comparteixen ser totes elles marines o aquàtiques. Pot semblar curiós que les plantes hagin tingut tant èxit en la vida immòbil a terra, i pel contrari els animals no el tinguin, però la resposta està en el subministrament d'aliments. Les plantes produeixen el seu propi aliment a partir de la llum solar i el diòxid de carboni, generalment més abundant a terra que a l'aigua. Per contra, els animals que viuen fixos en un lloc han de comptar que el medi que els envolta els porti aliments prou a prop com per poder capturar-los, fet que té lloc en un medi aquàtic tridimensional amb una abundància molt menor que la de l'atmosfera.
Tots els invertebrats marins i aquàtics que viuen fixats al fons (les anemones són capaces d'aixecar-se i moure's a una nova ubicació si les condicions ho justifiquen), produeixen unitats de dispersió. Aquestes poden ser «brots» especialitzats o productes mòbils de reproducció sexual, o, fins i tot, una mena d'alteració produïda al llarg de generacions, com alguns cnidaris.
Els coralls són un bon exemple de com les espècies sedentàries aconsegueixen dispersar-se. Aquests organismes es reprodueixen alliberant l'esperma i els ous directament a l'aigua, coordinats per la fase lunar de determinats mesos càlids, de manera que tots els coralls d'una o més espècies d'un determinat escull, els alliberen la mateixa nit o en nits consecutives. Els ous alliberats són fertilitzats per donar lloc a un zigot, el qual es desenvolupa ràpidament transformant-se en una plànula. Durant aquesta etapa mòbil tracta de trobar un substrat adequat en el qual poder establir-se. La majoria d'intents no tenen èxit i moren, o són presa de zooplàncton i predadors que viuen al fons, com les anemones i altres coralls. Malgrat que se'n produeixen milions, uns pocs aconsegueixen trobar llocs amb pedra calcària nua, on s'estableixen i creixen transformant-se en pòlip. Si tot és favorable, aquest pòlip creix dividint-se en nous pòlips per formar una colònia.

#### Animals amb mobilitat pròpia
La majoria d'animals es mouen per si sols. Malgrat que aquests animals poden, teòricament, dispersar-se gràcies a la seva capacitat locomotora independent i espontània, moltes d'aquestes espècies fan servir les energies cinètiques existent a l'entorn, és a dir, el seu moviment és passiu. La dispersió a través dels corrents d'aigua s'associa especialment amb el zooplàncton, animals molt petits de les aigües marines. La paraula plàncton prové del terme grec πλαγκτον, que vol dir "caminant" o "vagabund".

#### Etapes de latència de la dispersió
Moltes espècies animals, especialment els invertebrats d'aigua dolça, són capaces de dispersar-se a través del vent o amb l'ajut d'animals més grans (ocells, mamífers o peixos) en formes latents d'ous, embrions o, en alguns casos, etapes adultes. Els tardígrads, i alguns rotífers i copèpodes poden resistir la dessecació en etapes adultes. Molts altres tàxons, com els cladòcers, els briozous i els copèpodes, entre d'altres, es poden dispersar en forma d'ous o embrions latents. Moltes menes d'etapes latents de dispersió són capaces de suportar no només la dessecació i les temperatures baixes i altes, sinó també l'acció dels enzims digestius durant el seu trasllat a través dels tractes digestius d'ocells i altres animals, l'alta concentració de sals i molts tipus de substàncies tòxiques. Aquestes etapes resistents de latència fan possible la dispersió a llarga distància entre masses d'aigua i amplis rangs de distribució de molts animals d'aigua dolça.